# Цінарехі
Цінарехі (груз. წინარეხი) — село в Грузії.
За даними перепису населення 2014 року в селі проживає 324 осіб.